# Nutzungsartenkatalog
Der Nutzungsartenkatalog wurde von der Arbeitsgemeinschaft der Vermessungsverwaltungen der Länder der Bundesrepublik Deutschland (AdV) erstellt mit einer bundeseinheitlich geltenden Gliederung und Bezeichnung der tatsächlichen Nutzungsarten. Als Nutzungsart wird in Deutschland bundesweit einheitlich die tatsächliche Nutzung eines Flurstücks im Liegenschaftskataster bezeichnet.
Im Nutzungsartenkatalog werden entsprechend dem ALKIS-Objektartenkatalog vier den Objektartengruppen entsprechende Nutzungsartenbereiche unterschieden:
- 10000 – Siedlung
- 20000 – Verkehr
- 30000 – Vegetation
- 40000 – Gewässer

Die Nutzungsartenbereiche selbst gehören nicht zur tatsächlichen Nutzung und können zu deren Beschreibung nicht vergeben werden; sie dienen der fachlichen Zuordnung der Nutzungsartengruppen und ihrer Zusammenführung für Auswertungen.
Innerhalb der Nutzungsartenbereiche werden 26 Nutzungsartengruppen unterschieden; diese entsprechen den
ALKIS-Objektarten:
- 11000 – Wohnbaufläche
- 12000 – Industrie- und Gewerbefläche
- 13000 – Halde
- 14000 – Bergbaubetrieb
- 15000 – Tagebau, Grube, Steinbruch
- 16000 – Fläche gemischter Nutzung
- 17000 – Fläche besonderer funktionaler Prägung
- 18000 – Sport-, Freizeit- und Erholungsfläche
- 19000 – Friedhof
- 21000 – Straßenverkehr
- 22000 – Weg
- 23000 – Platz
- 24000 – Bahnverkehr
- 25000 – Flugverkehr
- 26000 – Schiffsverkehr
- 31000 – Landwirtschaft
- 32000 – Wald
- 33000 – Gehölz
- 34000 – Heide
- 35000 – Moor
- 36000 – Sumpf
- 37000 – Unland, Vegetationslose Fläche
- 41000 – Fließgewässer
- 42000 – Hafenbecken
- 43000 – Stehendes Gewässer
- 44000 – Meer

Diese Nutzungsartengruppen werden jeweils in einzelne Nutzungsarten untergliedert. Diese wiederum können systematisch weiter untergliedert sein.